# محمدعلی الله‌دادی
محمدعلی الله‌دادی (زادهٔ ۱۳۴۲ پاریز – درگذشتهٔ ۲۸ دی ۱۳۹۳ منطقه قنیطره) نظامی ایرانی و از اعضای سپاه پاسداران انقلاب اسلامی و شاخه نیروی قدس سپاه بود، که ۲۸ دی ۱۳۹۳ در حمله موشکی اسرائیل در منطقه مزرعه الامل در سوریه کشته شد.

## زندگی‌نامه
محمد علی‌الله‌دادی در سال ۱۳۴۲ در پاریز سیرجان زاده شد. وی در سال ۱۳۶۲ به کهنوج رفت، در دوران جنگ ایران و عراق در لشکر ۴۱ ثارالله به عضویت در تیپ ادوات درآمد. وی پس از کشته شدن مهدی زندی نیا، مسئولیت فرماندهی تیپ ادوات لشکر۴۱ ثارالله را برعهده گرفت.
جانشینی تیپ ۳۸ ذوالفقار، فرماندهی تیپ مکانیزه ۲۰ رمضان از لشکر ۲۷ محمد رسول‌الله و فرماندهی سپاه الغدیر یزد از دیگر مسئولیت‌های وی پس از دوران جنگ است. او همچنین از اعضای هیئت رزمندگان استان یزد بود.

## درگذشت
در ۲۸ دی ۱۳۹۳ گروهی از نیروهای حزب‌الله لبنان در اطراف شهر مزرعه الامل، در منطقه قنیطره، هدف حمله موشکی بالگرد اسرائیلی قرار گرفتند، در این حمله محمدعلی الله‌دادی به همراه چند تن از نیروهای حزب‌الله لبنان از جمله جهاد مغنیه فرزند عماد مغنیه کشته شد.